# Carlo I. Malatesta
Carlo I. Malatesta, italijanski condottiero, * junij 1368, † 13. september 1429.
Papež Bonifacij IX. ga je imenovanl za začasnega vikarja in kapitana-generala Cerkve (Capitano generale della Chiesa).